# Lungi
Lungi é uma pequena cidade costeira do distrito de Port Loko de Serra Leoa.